# Żmijowiec (szczyt)
Żmijowiec (1153 m n.p.m.) – szczyt w Masywie Śnieżnika o charakterze długiego i krętego grzbietu (dawna niem. nazwa Otter Köppel).

## Geografia
Wchodzi w skład północnego i północno-zachodniego grzbietu odchodzącego od Śnieżnika w kierunku Czarnej Góry, Przełęczy Puchaczówka i Krowiarek. Ma trzy kulminacje o wysokościach (od południa): 1148 m, 1142 m i 1153 m. Ostatnia (najwyższa) zwieńczona jest grupą Mariańskich Skał (na niektórych mapach zwanych też Nowowiejskimi Skałami). Położony w pobliżu Czarnej Góry znanej z dużego ośrodka narciarskiego we wsi Sienna, na północny wschód od Międzygórza. Część wyciągów i nartostrad tego kompleksu poprowadzonych jest po stokach Żmijowca. Zbocza góry porasta stary bór świerkowy regla dolnego, a miejscami również regla górnego z domieszką buka i jodły. Sama wierzchowina jest częściowo odsłonięta i porośnięta dziką, nieuprawną łąką, a częściowo młodnikiem świerkowym.

## Budowa geologiczna
Masyw Żmijowca zbudowany jest ze skał metamorficznych serii strońskiej, należących do metamorfiku Lądka i Śnieżnika. Są to głównie łupki łyszczykowe z wkładkami i soczewami łupków łyszczykowych z granatami, marmurów (wapieni krystalicznych), kwarcytów, amfibolitów, serpentynitów.

### Eksploatacja górnicza
W zboczu tej góry na początku lat 50. XX w. prowadzono intensywne górnicze prace poszukiwawcze i wydobywcze rudy uranu w złożu o nazwie "Kopaliny". Prace te prowadzone były przez tajne Zakłady Przemysłowe R-1. W ciągu kilku lat wydrążono w Żmijowcu 37 km wyrobisk na 9-10 poziomach, przy różnicy głębokości 300 m między skrajnymi poziomami. Zbocze góry rozpoznawano za pomocą licznych odwiertów – z powierzchni wykonano 42 otwory o łącznej długości ok. 11 km, zaś pod ziemią kolejne 10 km. Złoża okazały się nieopłacalne i w 1953 zaprzestano prac górniczych. Na niewielką skalę do 1958 r. wydobywano jeszcze fluoryt.

## Szlaki turystyczne
Przez Żmijowiec prowadzą następujące szlaki turystyczne:
- czerwony (Główny Szlak Sudecki) z Hali Pod Śnieżnikiem, do Lądka-Zdroju, przez Czarną Górę i Kąty Bystrzyckie,
- na jego południowym krańcu węzeł szlaków:  czerwonego,  zielonego,  niebieskiego i  żółtego przy tzw. Spalonym Schronisku (miejsce odpoczynku z ławkami i wiatą).